# Stadion im. Ojca Władysława Augustynka
Stadion im. Ojca Władysława Augustynka – stadion piłkarski w Nowym Sączu, zlokalizowany przy ul. Jana Kilińskiego 47. Należy do klubu Sandecja Nowy Sącz. Na stadionie rozgrywane są mecze drużyny Sandecji w ramach II ligi, w której uczestniczy Sandecja. 19 czerwca 2021 został wyburzony, a w jego miejscu powstaje nowy obiekt. Planowane otwarcie nowego obiektu jest na 30 sierpnia 2025. 

## Historia
Stadion budowany był w latach 1968–1970, z okazji 25-Lecia Polski Ludowej. Jego projektantem był Wojciech Szczygieł. Początkowo nosił nazwę Stadion XXV-lecia PRL. Obiekt został wybudowany przy ul. Kilińskiego na terenie osiedla Gołąbkowice w Nowym Sączu. W latach 70. i 80. XX wieku stadion pełnił funkcję głównego obiektu sportowego w mieście. Był używany głównie do rozgrywek piłkarskich oraz wydarzeń sportowych i miejskich. 
W 1998 roku stadionowi nadano imię Ojca Władysława Augustynka - lokalnego duchownego, społecznika oraz opiekuna młodzieży. 
Infrastruktura
Obiekt przed modernizacją (2021-2025) posiadał: Trybunę główną o pojemności około 2500 miejsc siedzących. Boisko z naturalną nawierzchnią, podstawowe zaplecze sanitarne i szatnie. 
Stadion nie spełniał wymagań licencyjnych PZPN i UEFA. Brakowało oświetlenia, podgrzewanej murawy i odpowiednich sektorów dla mediów. 
Lata 2000-2021
W W XXI wieku stadion pełnił funkcję obiektu domowego dla klubu Sandecja Nowy Sącz, który w sezonie 2016/2017 awansował do Ekstraklasy. Z uwagi na niespełnienie wymogów licencyjnych, Sandecja zmuszona była rozgrywać swoje mecze domowe na stadionie Bruk-Betu Termaliki w Niecieczy oraz na stadionie Garbarni Kraków w Krakowie. Od czasu awansu do Ekstraklasy, prezydent miasta Ryszard Nowak podejmował działania zmierzające do budowy nowego stadionu, które jednak nie przyniosły oczekiwanych rezultatów. W roku 2021, za kadencji nowego prezydenta Ludomira Handzla, zrealizowano budowę nowego stadionu. W czerwcu 2021 ostatecznie zamknięto obiekt, a w maju 2022 rozpoczęto jego rozbiórkę. Planowe zakończenie robót i otwarcie stadionu jest na 30 sierpnia 2025. 
Problemy z realizacją inwestycji
Realizacja budowy stadionu napotkała na szereg wyzwań i kwestii spornych, które odbiły się szerokim echem zarówno w środowisku lokalnym, jak i na arenie krajowej.
- Zmiana wykonawcy - w 2023 roku Miasto Nowy Sącz podjęło decyzję o rozwiązaniu umowy z firmą Blackbird, motywowaną znacznymi opóźnieniami oraz brakiem realizacji harmonogramu. W wyniku przeprowadzonego postępowania przetargowego, nowym wykonawcą została firma BETONOX Construction S.A. z Sopotu.
- Wzrost kosztów - rozszerzenie zakresu prac oraz modyfikacje projektowe skutkowały wzrostem kosztów inwestycji z pierwotnych 50 milionów złotych do przedziału 100-140 milionów złotych.
- Opóźnienia - początkowo planowane otwarcie stadionu w 2023 roku zostało przesunięte na rok 2025, co jest konsekwencją zaistniałych opóźnień.

## Otwarcie i inauguracja
Oficjalne otwarcie obiektu miało miejsce 2 maja 1970. W inauguracyjnym meczu zmierzyły się reprezentacje juniorów Polski i Węgier. Goście wygrali 3:2. Bramki dla Polski zdobyli Kazimierz Kmiecik (Wisła Kraków) oraz Jerzy Zawiślan (Cracovia) wychowanek Sandecji Nowy Sącz. Jednak ten mecz nie był pierwszym na tym stadionie. Dwa dni wcześniej klub z Nowego Sącza wygrał z Fablokiem Chrzanów 2:1. W meczu o punkty III ligi, pierwszego gola na stadionie strzelił Wacław Grądziel, a drugiego Zygmunt Żabecki. Obiekt nosił wówczas nazwę XXV-lecia PRL.

## Dodatkowe informacje
W latach 90. został wybudowany nowy budynek klubowy oraz kryta trybuna (obecnie trybuna B). Plastikowe krzesełka w ilości 2850 zastąpiły drewniane ławki. A także została powiększona płyta boiska; jej obecne wymiary to 110m x 70m. Wymiana murawy została dokonana w 2011 roku. Obecnie stadion Sandecji nie spełnia żadnych wymogów UEFA i PZPN żeby zagrać w Ekstraklasie. Wszystkie mecze Ekstraklasy z udziałem Sandecji zostały przeniesione na Stadion w Niecieczy a druga drużyna Sandecja II Nowy Sącz grała na własnym stadionie.
7 czerwca 2021 władze miasta Nowego Sącza zatwierdziły ofertę przetargową na projekt i budowę nowego stadionu miejskiego, który powstanie na terenie dotychczasowego obiektu. Nowy stadion miejski miał zostać oddany do użytku w przeciągu dwóch lat i miał być w stanie pomieścić co najmniej 4770 kibiców, dodatkowo obiekt ma spełniać wymogi Ekstraklasy. Budowa stadionu jest realizowana jako inwestycja „zaprojektuj i wybuduj”, przez co w październiku 2021 pojawiły się informacje o powiększeniu liczby pojemności stadionu do 8 tysięcy kibiców.
Szacowany koszt nowego stadionu wynosi około 100 mln złotych (ta kwota wciąż rośnie). 19 czerwca 2021 prezydent miasta Ludomir Handzel podpisał umowę z wykonawcą nowego stadionu, rozpoczynając tym samym pierwszy etap inwestycji.